# Zeuxine palustris
Zeuxine palustris är en orkidéart som beskrevs av Henry Nicholas Ridley. Zeuxine palustris ingår i släktet Zeuxine och familjen orkidéer. Inga underarter finns listade i Catalogue of Life.